# Francis Lane

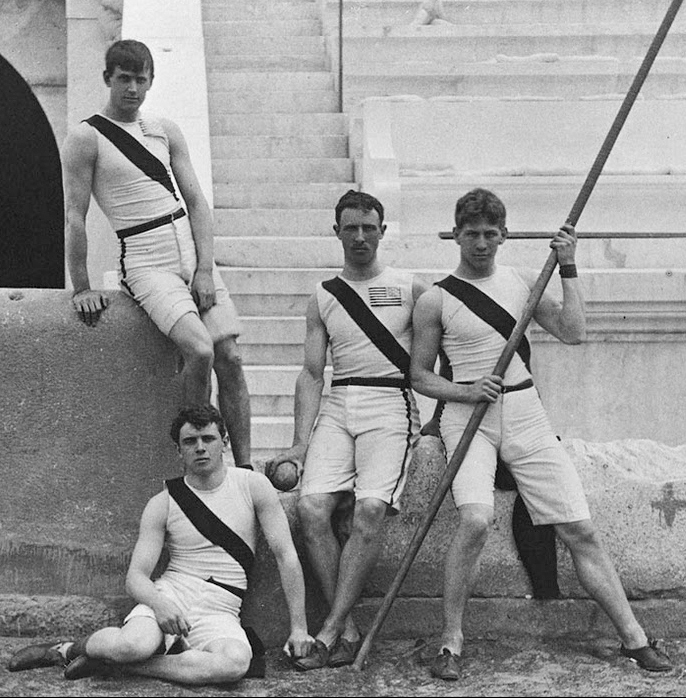
Os quatros estudantes de Princeton de 1896: Lane, Garrett, Tyler e Jamison

Francis Adonijah Lane (Chicago, 23 de setembro de 1874 – Chicago, 17 de fevereiro de 1927) foi um desportista norte-americano que competiu nos 100 m masculino nas Olimpíadas de 1896 e ganhou a medalha de bronze na competição. Esta medalha foi dividida com o húngaro Alajos Szokolyi. Na ocasião, o terceiro lugar não era contemplado com medalhas, mas o COI definiu, anos depois, que esta posição, nos primeiros jogos da era moderna, fosse laureado com a medalha.
Lane foi um dos quatro estudantes da Universidade de Princeton que participaram dos Jogos de Atenas, sendo os outros três: Robert Garrett, Albert Tyler e Herbert Jamison.